# Kolmisoppi (sjö i Siilinjärvi, Norra Savolax)
Kolmisoppi är en sjö i kommunen Siilinjärvi i landskapet Norra Savolax i Finland. Den är 11 meter djup. Arean är 47 hektar och strandlinjen är 7,21 kilometer lång. Sjön  ingår i Vuoksens huvudavrinningsområde.   Den ligger omkring 29 kilometer norr om Kuopio och omkring 360 kilometer norr om Helsingfors. 